# Lanzamiento de bala
El lanzamiento de peso o de bala es una prueba del atletismo moderno, que consiste en lanzar una bola sólida de acero a la máxima distancia posible.
La actual plusmarca mundial masculina es de 23.56 m, lograda USATF Los Angeles Grand Prix por el estadounidense Ryan Crouser, el 28 de mayo de 2023 

## Historia

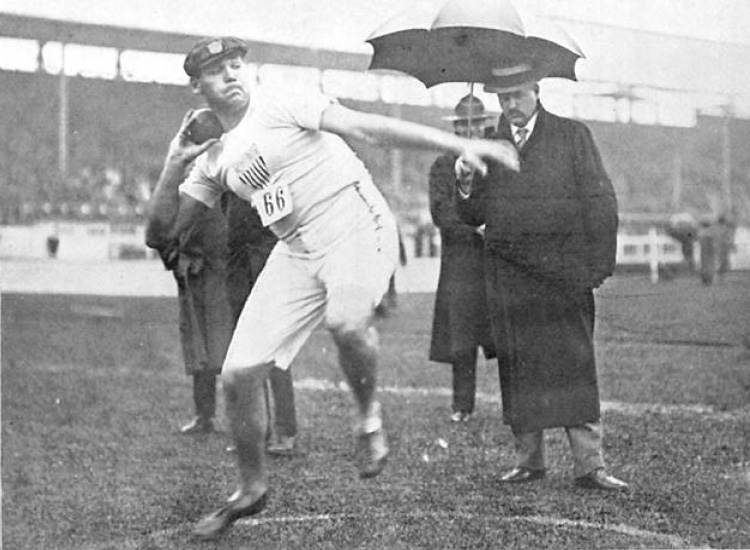
Ralph Rose, campeón olímpico en 1904 y 1908

La primera mención que encontramos del lanzamiento de bala es en el texto griego del siglo VIII a. C., concretamente en la Ilíada, en el Canto XXIII - 826 y 836, durante los Juegos Fúnebres en honor a Patroclo:

826.- Luego el Pelida sacó la bola de hierro sin bruñir que en otro tiempo lanzaba el forzudo Eetión, al que habiendo matado Aquiles, se llevó a su nave la bola y todas sus demás riquezas. Y mostrándola, dijo a los argivos: «Que se levanten los que quieran contender en este ejercicio. La presente bola proporcionará al que venciere cuanto hierro necesite durante cinco años, por extensos que sean sus campos; de modo que sus pastores y los que le trabajen aquellos no tendrán que ir a por hierro a la ciudad».
836.- Oyéndole expresarse así, levantóse enseguida el intrépido Polipetes; después el vigoroso Leonteo, que tanto asemejábase en su fuerza a un dios; más tarde, Ayax Telamonio, y por fin, el divino Epeo. Pusiéronse en fila, y el divino Epeo cogió la bola y la arrojó, después de voltearla; los que lo presenciaban dejaron escapar gritos de admiración. La tiró el segundo Leonteo, que logró pasar al anterior. Al punto la despidió Ayax Telamonio con sus robustos brazos, haciéndola ir más allá que los que le habían precedido. Y, en fin, tomóla el intrépido Polipetes, y cuanta es la distancia que llega el cayado cuando lo lanza el pastor por encima de la vacada, tanto pasó la bola al espacio alcanzado por Ayax Telamonio. Aplaudieron todos su fuerza y destreza, y sus amigos se llevaron a las naves el premio que su rey había ganado.

## La bala
Está compuesta de acero sólido, pesa aproximadamente 7.260 kg en hombres y de 4 kg en mujeres. Este peso puede variar según la edad de los practicantes; en la categoría juvenil masculina se lanzan de 6 kg y en la categoría juvenil femenina de 3 kg, en la categoría menor masculina se lanzan de 5 kg y en la categoría menor femenina de 2.5 kg.

## Áreas de lanzamiento y de caída
El área de lanzamiento está circunscrita a un círculo de 2.135 m (7 pies) de diámetro, generalmente de cemento, y en su parte delantera tiene un borde de madera que lo delimita. La zona donde cae el peso se denomina zona de caída y es un ángulo de 39.42° desde el área de lanzamiento.
En los Juegos Olímpicos de Atenas 1896 y Juegos Olímpicos de París 1900 se lanza desde una plataforma rectangular pintada en el suelo o delimitada por cintas. El círculo actual, se comienza a utilizar a finales de ese mismo siglo, pero no es hasta los Juegos Olímpicos de San Luis 1904 donde se utiliza por primera vez en una competición internacional, pero pintado en el suelo con cal blanca y en otra superficie distinta al cemento, se supone que hierba o tierra y luego se añade un borde de madera que delimita frontalmente el círculo de lanzamiento. Posteriormente se utiliza una superficie de ceniza, y se mantiene su uso hasta la temporada 1952-53, fecha en la que empiezan a aparecer los círculos de cemento con un borde de madera frontal y que favorecen el desplazamiento del lanzador.
El sector de caída inicialmente fue de 65º, en 1973 se redujo a 45°, a 40° en 1979 y a 34,92° en 2004 manteniéndose hasta la actualidad.

## Récords
- Actualizado a mayo de 2023.
|                   |         | Marca | Atleta                       | País                          | Lugar            | Fecha      |
| ----------------- | ------- | ----- | ---------------------------- | ----------------------------- | ---------------- | ---------- |
| Mundial (WR)      | Hombres | 23,56 | Ryan Crouser                 | Estados Unidos                | Los Ángeles      | 28-05-2023 |
| Mundial (WR)      | Mujeres | 22,63 | Natalia Lisovskaya           | Unión Soviética               | Moscú            | 07-06-1987 |
| Olímpico (OR)     | Hombres | 23,30 | Ryan Crouser                 | Estados Unidos                | Tokio            | 05-08-2021 |
| Olímpico (OR)     | Mujeres | 22,41 | Ilona Slupianek              | República Democrática Alemana | Moscú            | 24-07-1980 |
| Europeo (ER)      | Hombres | 23,06 | Ulf Timmermann               | República Democrática Alemana | Hania            | 22-05-1988 |
| Europeo (ER)      | Mujeres | 22,63 | Natalia Lisovskaya           | Unión Soviética               | Moscú            | 07-06-1987 |
| Americano (AM)    | Hombres | 23,37 | Ryan Crouser                 | Estados Unidos                | Oregón           | 18-06-2021 |
| Americano (AM)    | Mujeres | 20,96 | Belsy Laza                   | Cuba                          | Ciudad de México | 02-05-1992 |
| Africano (AF)     | Hombres | 21,97 | Janus Robberts               | Sudáfrica                     | Eugene           | 02-06-2001 |
| Africano (AF)     | Mujeres | 18,43 | Vivian Chukwuemeka           | Nigeria                       | Walnut           | 19-04-2003 |
| Asiático (AS)     | Hombres | 21,13 | Sultan Abdulmajeed Alhabashi | Arabia Saudita                | Doha             | 08-05-2009 |
| Asiático (AS)     | Mujeres | 21,76 | Meisu Li                     | China                         | Shijiazhuang     | 23-04-1988 |
| Oceánico (OC)     | Hombres | 22,90 | Tomas Walsh                  | Nueva Zelanda                 | Doha             | 05-10-2019 |
| Oceánico (OC)     | Mujeres | 21,24 | Valerie Adams                | Nueva Zelanda                 | Daegu            | 29-08-2011 |
| Sudamericano (SA) | Hombres | 22,61 | Darlan Romani                | Brasil                        | Palo Alto        | 30-06-2019 |
| Sudamericano (SA) | Mujeres | 19,30 | Elisângela Adriano           | Brasil                        | Tunja            | 14-07-2001 |

## Evolución del récord mundial

### Masculino

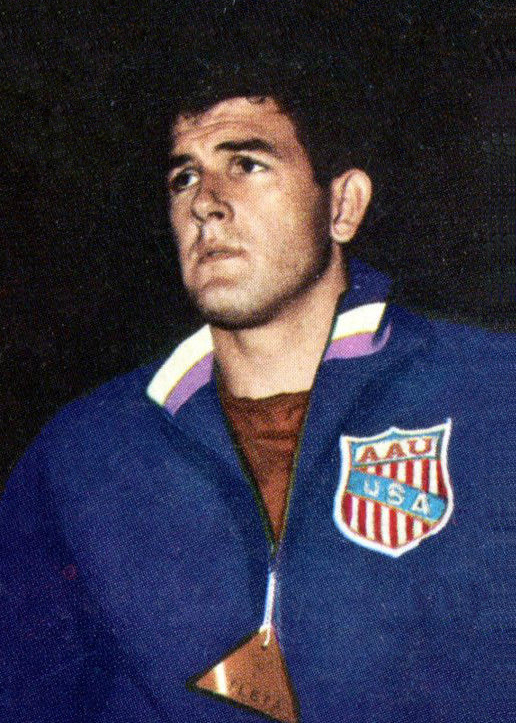
Randy Matson, plusmarquista mundial entre 1965 y 1973.

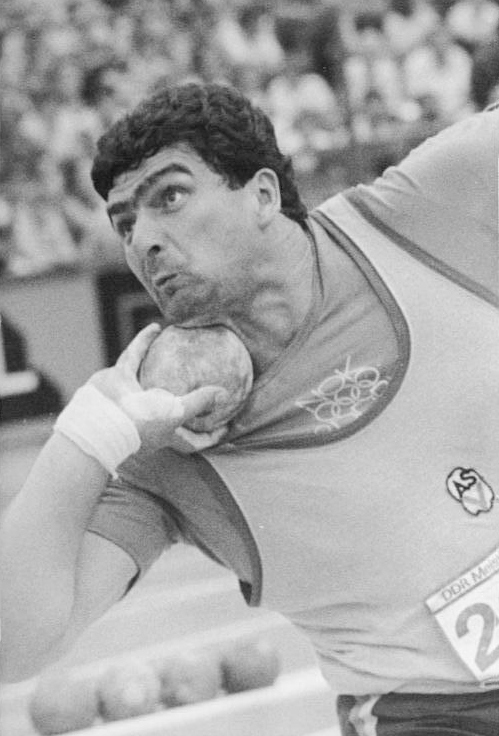
Udo Beyer, plusmarquista mundial entre 1978 y 1983.

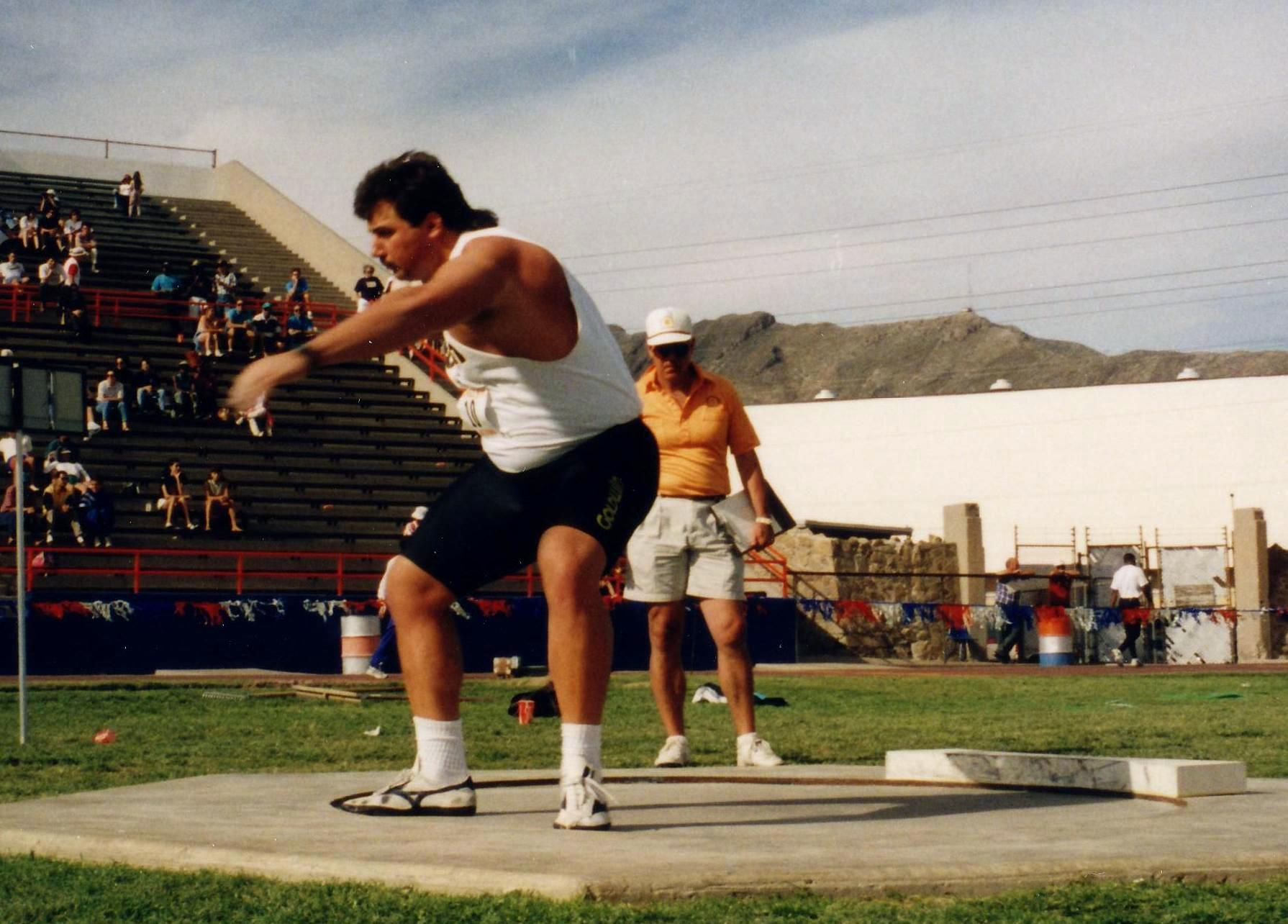
Randy Barnes, plusmarquista mundial desde 1990 hasta 2021.

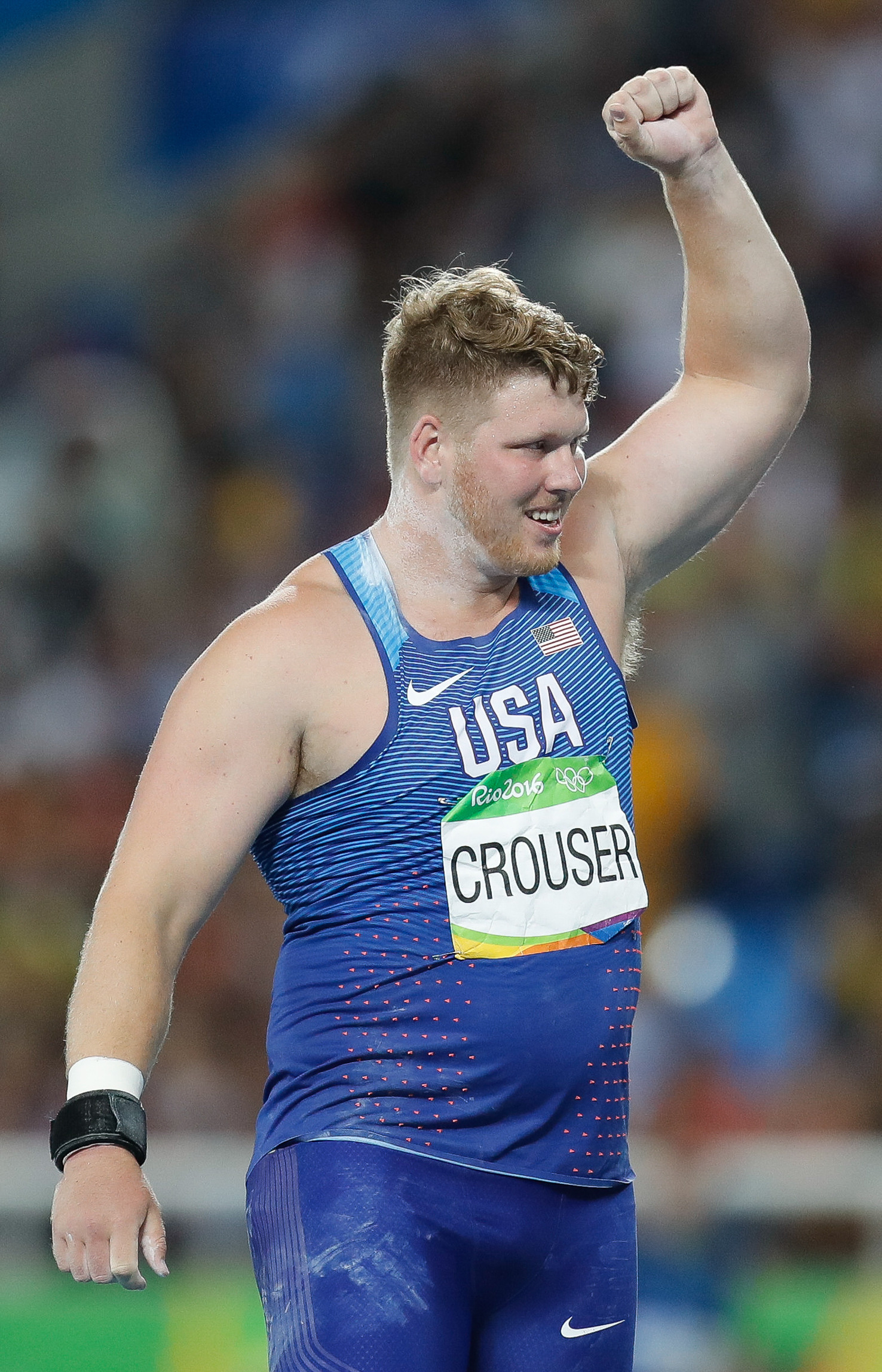
Ryan Crouser, actual plusmarquista mundial desde 2023.

| Marca   | Atleta                | Fecha                    | Lugar                 | Ref.  |
| ------- | --------------------- | ------------------------ | --------------------- | ----- |
| 15.54 m | Ralph Rose            | 21 de agosto de 1909     | San Francisco, EUA    | [ 5 ] |
| 15.79 m | Emil Hirschfeld       | 6 de mayo de 1928        | Breslavia, Alemania   | [ 5 ] |
| 15.87 m | John Kuck             | 29 de junio de 1928      | Ámsterdam, Holanda    | [ 5 ] |
| 16.04 m | Emil Hirschfeld       | 26 de agosto de 1928     | Bochum, Alemania      | [ 5 ] |
| 16.04 m | František Douda       | 4 de octubre de 1931     | Brno, Checoslovaquia  | [ 5 ] |
| 16.05 m | Zygmunt Heljasz       | 29 de junio de 1932      | Poznań, Polonia       | [ 5 ] |
| 16.16 m | Leo Sexton            | 27 de agosto de 1932     | Freeport, EUA         | [ 5 ] |
| 16.20 m | František Douda       | 24 de septiembre de 1932 | Praga, Checoslovaquia | [ 5 ] |
| 16.48 m | John Lyman            | 21 de abril de 1934      | Palo Alto, EUA        | [ 5 ] |
| 16.80 m | Jack Torrance         | 27 de abril de 1934      | Des Moines, EUA       | [ 5 ] |
| 16.89 m | Jack Torrance         | 30 de junio de 1934      | Milwaukee, EUA        | [ 5 ] |
| 17.40 m | Jack Torrance         | 5 de agosto de 1934      | Oslo, Noruega         | [ 5 ] |
| 17.68 m | Charlie Fonville      | 17 de abril de 1948      | Lawrence, EUA         | [ 5 ] |
| 17.79 m | Jim Fuchs             | 28 de julio de 1949      | Oslo, Noruega         | [ 5 ] |
| 17.82 m | Jim Fuchs             | 29 de abril de 1950      | Los Ángeles, EUA      | [ 5 ] |
| 17.90 m | Jim Fuchs             | 20 de agosto de 1950     | Visby, Suecia         | [ 5 ] |
| 17.95 m | Jim Fuchs             | 22 de agosto de 1950     | Eskilstuna, Suecia    | [ 5 ] |
| 18.00 m | Parry O'Brien         | 9 de mayo de 1953        | Fresno, EUA           | [ 5 ] |
| 18.04 m | Parry O'Brien         | 5 de junio de 1953       | Compton, EUA          | [ 5 ] |
| 18.42 m | Parry O'Brien         | 8 de mayo de 1954        | Los Ángeles, EUA      | [ 5 ] |
| 18.43 m | Parry O'Brien         | 21 de mayo de 1954       | Los Ángeles, EUA      | [ 5 ] |
| 18.54 m | Parry O'Brien         | 11 de junio de 1954      | Los Ángeles, EUA      | [ 5 ] |
| 18.62 m | Parry O'Brien         | 5 de mayo de 1956        | Salt Lake City, EUA   | [ 5 ] |
| 18.69 m | Parry O'Brien         | 15 de junio de 1956      | Los Ángeles, EUA      | [ 5 ] |
| 19.06 m | Parry O'Brien         | 3 de septiembre de 1956  | Eugene, EUA           | [ 5 ] |
| 19.25 m | Parry O'Brien         | 1 de noviembre de 1956   | Los Ángeles, EUA      | [ 5 ] |
| 19.25 m | Dallas Long           | 28 de marzo de 1959      | Santa Bárbara, EUA    | [ 5 ] |
| 19.30 m | Parry O'Brien         | 1 de agosto de 1959      | Albuquerque, EUA      | [ 5 ] |
| 19.38 m | Dallas Long           | 5 de marzo de 1960       | Los Ángeles, EUA      | [ 5 ] |
| 19.45 m | Bill Nieder           | 19 de marzo de 1960      | Palo Alto, EUA        | [ 5 ] |
| 19.67 m | Dallas Long           | 26 de marzo de 1960      | Los Ángeles, EUA      | [ 5 ] |
| 19.99 m | Bill Nieder           | 2 de abril de 1960       | Austin, EUA           | [ 5 ] |
| 20.06 m | Bill Nieder           | 12 de agosto de 1960     | Walnut EUA            | [ 5 ] |
| 20.08 m | Dallas Long           | 18 de mayo de 1962       | Los Ángeles, EUA      | [ 5 ] |
| 20.10 m | Dallas Long           | 4 de abril de 1964       | Los Ángeles, EUA      | [ 5 ] |
| 20.20 m | Dallas Long           | 29 de mayo de 1964       | Los Ángeles, EUA      | [ 5 ] |
| 20.68 m | Dallas Long           | 25 de julio de 1964      | Los Ángeles, EUA      | [ 5 ] |
| 21.52 m | Randy Matson          | 8 de mayo de 1965        | College Station, EUA  | [ 5 ] |
| 21.78 m | Randy Matson          | 23 de abril de 1967      | College Station, EUA  | [ 5 ] |
| 21.82 m | Al Feuerbach          | 5 de mayo de 1973        | San José, EUA         | [ 5 ] |
| 21.85 m | Terry Albritton       | 21 de febrero de 1976    | Honolulu, EUA         | [ 5 ] |
| 22.00 m | Aleksandr Baryshnikov | 10 de junio de 1976      | París, Francia        | [ 5 ] |
| 22.15 m | Udo Beyer             | 6 de julio de 1978       | Gothenburg, Suecia    | [ 5 ] |
| 22.22 m | Udo Beyer             | 25 de junio de 1983      | Los Ángeles, EUA      | [ 5 ] |
| 22.62 m | Ulf Timmermann        | 22 de septiembre de 1985 | Berlín, Alemania      | [ 5 ] |
| 22.64 m | Udo Beyer             | 20 de agosto de 1986     | Berlín, Alemania      | [ 5 ] |
| 22.72 m | Alessandro Andrei     | 12 de agosto de 1987     | Viareggio, Italia     | [ 5 ] |
| 22.84 m | Alessandro Andrei     | 12 de agosto de 1987     | Viareggio, Italia     | [ 5 ] |
| 22.91 m | Alessandro Andrei     | 12 de agosto de 1987     | Viareggio, Italia     | [ 5 ] |
| 23.06 m | Ulf Timmermann        | 22 de mayo de 1988       | La Canea, Grecia      | [ 5 ] |
| 23.12 m | Randy Barnes          | 20 de mayo de 1990       | Los Ángeles, EUA      |       |
| 23.37 m | Ryan Crouser          | 18 de junio de 2021      | Eugene, EUA           | [ 5 ] |
| 23.56 m | Ryan Crouser          | 28 de mayo de 2023       | Los Ángeles, EUA      |       |

### Femenino

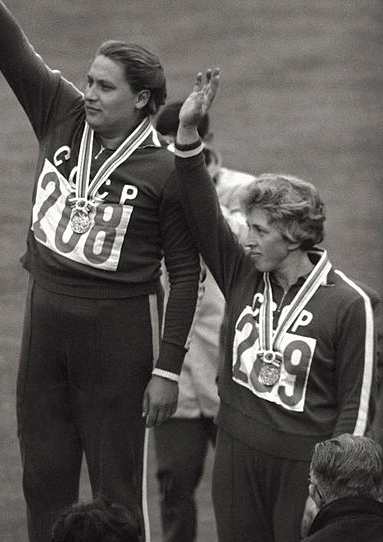
Tamara Press y Galina Zybina plusmarquistas mundiales.

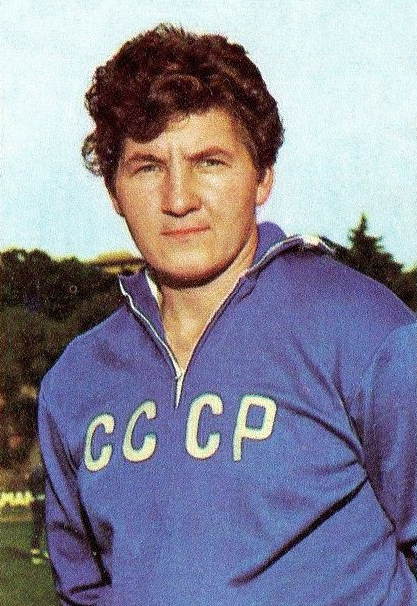
Nadezhda Chizhova plusmarquista mundial entre 1969 y 1973.

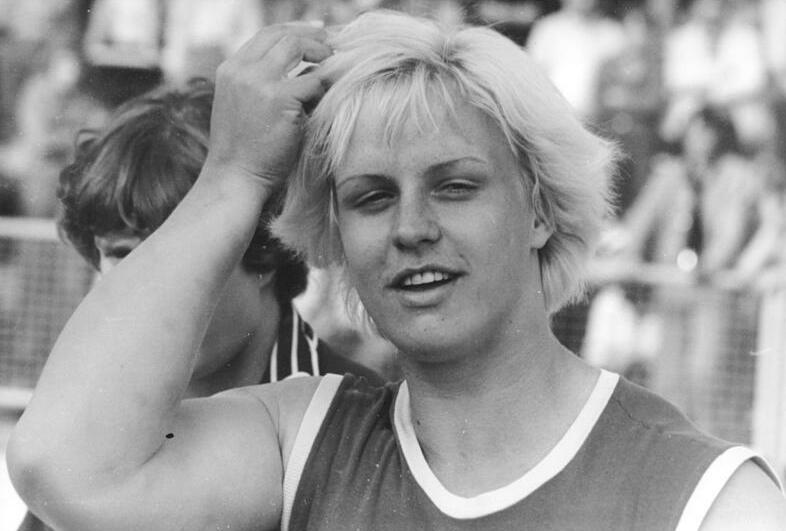
Ilona Slupianek plusmarquista mundial entre 1980 y 1984.

| Marca   | Atleta                  | Fecha                    | Lugar                                 | Ref.  |
| ------- | ----------------------- | ------------------------ | ------------------------------------- | ----- |
| 10.15 m | Violette Gouraud-Morris | 14 de julio de 1924      | París, Francia                        | [ 6 ] |
| 11.57 m | Lilli Henoch            | 16 de agosto de 1925     | Leipzig, Alemania                     | [ 7 ] |
| 10.84 m | Ruth Lange              | 28 de mayo de 1927       | Praga, Checoslovaquia                 | [ 8 ] |
| 11.32 m | Ruth Lange              | 6 de agosto de 1927      | Breslavia, Alemania                   | [ 8 ] |
| 11.52 m | Ruth Lange              | 3 de junio de 1928       | Berlín, Alemania                      | [ 8 ] |
| 11.96 m | Grete Heublein          | 15 de julio de 1928      | Berlín, Alemania                      | [ 8 ] |
| 12.85 m | Grete Heublein          | 21 de julio de 1929      | Fráncfort, Alemania                   | [ 8 ] |
| 12.88 m | Grete Heublein          | 28 de junio de 1931      | París, Francia                        | [ 8 ] |
| 13.70 m | Grete Heublein          | 16 de agosto de 1931     | Bielefeld, Alemania                   | [ 8 ] |
| 14.38 m | Gisela Mauermayer       | 15 de julio de 1934      | Varsovia, Polonia                     | [ 9 ] |
| 14.59 m | Tatyana Sevryukova      | 4 de agosto de 1948      | Moscú, URSS                           | [ 9 ] |
| 14.86 m | Klavdia Tochonova       | 30 de octubre de 1949    | Tiflis, URSS                          | [ 9 ] |
| 15.02 m | Anna Andreyeva          | 9 de noviembre de 1950   | Ploiești, Rumania                     | [ 9 ] |
| 15.28 m | Galina Zybina           | 26 de julio de 1952      | Helsinki, Finlandia                   | [ 9 ] |
| 15.37 m | Galina Zybina           | 20 de septiembre de 1952 | Frunze, URSS                          | [ 9 ] |
| 15.42 m | Galina Zybina           | 1 de octubre de 1952     | Frunze, URSS                          | [ 9 ] |
| 16.20 m | Galina Zybina           | 9 de octubre de 1953     | Malmö, Suecia                         | [ 9 ] |
| 16.28 m | Galina Zybina           | 14 de septiembre de 1954 | Kiev, URSS                            | [ 9 ] |
| 16.28 m | Galina Zybina           | 5 de septiembre de 1955  | Leningrado, URSS                      | [ 9 ] |
| 16.67 m | Galina Zybina           | 15 de noviembre de 1955  | Tiflis, URSS                          | [ 9 ] |
| 16.76 m | Galina Zybina           | 13 de octubre de 1956    | Taskent, URSS                         | [ 9 ] |
| 17.25 m | Tamara Press            | 26 de abril de 1959      | Nalchik, URSS                         | [ 9 ] |
| 17.42 m | Tamara Press            | 16 de julio de 1960      | Moscú, URSS                           | [ 9 ] |
| 17.78 m | Tamara Press            | 13 de agosto de 1960     | Moscú, URSS                           | [ 9 ] |
| 18.55 m | Tamara Press            | 10 de junio de 1962      | Leipzig, Alemania Oriental            | [ 9 ] |
| 18.55 m | Tamara Press            | 12 de septiembre de 1962 | Belgrado, Yugoslavia                  | [ 9 ] |
| 18.59 m | Tamara Press            | 19 de septiembre de 1965 | Kassel, Alemania Federal              | [ 9 ] |
| 18.67 m | Nadezhda Chizhova       | 28 de abril de 1968      | Sochi, URSS                           | [ 9 ] |
| 18.87 m | Margitta Gummel         | 22 de septiembre de 1968 | Fráncfort del Óder, Alemania Oriental | [ 9 ] |
| 19.07 m | Margitta Gummel         | 20 de octubre de 1968    | Ciudad de México, México              | [ 9 ] |
| 19.61 m | Margitta Gummel         | 20 de octubre de 1968    | Ciudad de México, México              | [ 9 ] |
| 19.72 m | Nadezhda Chizhova       | 30 de mayo de 1969       | Moscú, URSS                           | [ 9 ] |
| 20.09 m | Nadezhda Chizhova       | 13 de julio de 1969      | Chorzów, Polonia                      | [ 9 ] |
| 20.10 m | Margitta Gummel         | 11 de septiembre de 1969 | Berlín Este, Alemania Oriental        | [ 9 ] |
| 20.10 m | Nadezhda Chizhova       | 16 de septiembre de 1969 | Atenas, Grecia                        | [ 9 ] |
| 20.43 m | Nadezhda Chizhova       | 16 de septiembre de 1969 | Atenas, Grecia                        | [ 9 ] |
| 20.43 m | Nadezhda Chizhova       | 29 de agosto de 1971     | Moscú, URSS                           | [ 9 ] |
| 20.63 m | Nadezhda Chizhova       | 19 de mayo de 1972       | Sochi, URSS                           | [ 9 ] |
| 21.03 m | Nadezhda Chizhova       | 7 de septiembre de 1972  | Múnich, Alemania Federal              | [ 9 ] |
| 21.20 m | Nadezhda Chizhova       | 28 de agosto de 1973     | Lvov, URSS                            | [ 9 ] |
| 21.60 m | Marianne Adam           | 6 de agosto de 1975      | Berlín Este, Alemania Oriental        | [ 9 ] |
| 21.67 m | Marianne Adam           | 30 de mayo de 1976       | Karl-Marx-Stadt, Alemania Oriental    | [ 9 ] |
| 21.87 m | Ivanka Khristova        | 3 de julio de 1976       | Belmeken, Bulgaria                    |       |
| 21.89 m | Ivanka Khristova        | 4 de julio de 1976       | Belmeken, Bulgaria                    | [ 9 ] |
| 21.99 m | Helena Fibingerová      | 26 de septiembre de 1976 | Opava, Checoslovaquia                 | [ 9 ] |
| 22.32 m | Helena Fibingerová      | 20 de agosto de 1977     | Nitra, Checoslovaquia                 | [ 9 ] |
| 22.36 m | Ilona Slupianek         | 2 de mayo de 1980        | Celje, Yugoslavia                     | [ 9 ] |
| 22.45 m | Ilona Slupianek         | 11 de mayo de 1980       | Potsdam, Alemania Oriental            | [ 9 ] |
| 22.53 m | Natalya Lisovskaya      | 27 de mayo de 1984       | Sochi, URSS                           | [ 9 ] |
| 22.60 m | Natalya Lisovskaya      | 7 de junio de 1987       | Moscú, URSS                           | [ 9 ] |
| 22.63 m | Natalya Lisovskaya      | 7 de junio de 1987       | Moscú, URSS                           | [ 9 ] |

## Atletas con mejores marcas mundiales

### Hombres
- Actualizado a mayo de 2023.
| Ranking | Marca | Atleta             | País                          | Fecha                    | Lugar       |
| ------- | ----- | ------------------ | ----------------------------- | ------------------------ | ----------- |
| 1       | 23,56 | Ryan Crouser       | Estados Unidos                | 28 de mayo de 2023       | Los Ángeles |
| 2       | 23,12 | Randy Barnes       | Estados Unidos                | 20 de mayo de 1990       | Westwood    |
| 3       | 23,06 | Ulf Timmermann     | República Democrática Alemana | 22 de mayo de 1988       | La Canea    |
| 4       | 22,91 | Alessandro Andrei  | Italia                        | 12 de agosto de 1987     | Viareggio   |
| 4       | 22,91 | Joe Kovacs         | Estados Unidos                | 5 de octubre de 2019     | Doha        |
| 6       | 22,90 | Tomas Walsh        | Nueva Zelanda                 | 5 de octubre de 2019     | Doha        |
| 7       | 22,86 | Brian Oldfield     | Estados Unidos                | 10 de mayo de 1975       | El Paso     |
| 8       | 22,75 | Werner Günthör     | Suiza                         | 23 de agosto de 1988     | Berna       |
| 9       | 22,67 | Kevin Toth         | Estados Unidos                | 19 de abril de 2003      | Lawrence    |
| 10      | 22,64 | Udo Beyer          | República Democrática Alemana | 20 de agosto de 1986     | Berlín      |
| 11      | 22,61 | Darlan Romani      | Brasil                        | 30 de junio de 2019      | Stanford    |
| 12      | 22,54 | Christian Cantwell | Estados Unidos                | 5 de junio de 2004       | Gresham     |
| 13      | 22,52 | John Brenner       | Estados Unidos                | 26 de abril de 1987      | Walnut      |
| 14      | 22,51 | Adam Nelson        | Estados Unidos                | 18 de mayo de 2002       | Gresham     |
| 15      | 22,44 | Darrell Hill       | Estados Unidos                | 31 de agosto de 2017     | Bruselas    |
| 16      | 22,43 | Reese Hoffa        | Estados Unidos                | 3 de agosto de 2007      | Londres     |
| 17      | 22,32 | Michał Haratyk     | Polonia                       | 28 de julio de 2019      | Varsovia    |
| 18      | 22,28 | Ryan Whiting       | Estados Unidos                | 10 de mayo de 2013       | Doha        |
| 19      | 22,25 | Konrad Bukowiecki  | Polonia                       | 14 de septiembre de 2019 | Chorzow     |
| 20      | 22,24 | Sergey Smirnov     | Unión Soviética               | 21 de junio de 1986      | Tallin      |
| 21      | 22,22 | Bob Bertemes       | Luxemburgo                    | 4 de agosto de 2019      | Luxemburgo  |
| 22      | 22,21 | Dylan Armstrong    | Canadá                        | 25 de junio de 2011      | Calgary     |
| 23      | 22,20 | David Storl        | Alemania                      | 9 de julio de 2015       | Lausana     |
| 23      | 22,20 | John Godina        | Estados Unidos                | 22 de mayo de 2005       | Carson      |
| 25      | 22,17 | Tomáš Staněk       | República Checa               | 6 de febrero de 2018     | Düsseldorf  |

### Mujeres
- Actualizado a octubre de 2019.
| Ranquin | Marca | Atleta                | País                          | Fecha                    | Lugar              |
| ------- | ----- | --------------------- | ----------------------------- | ------------------------ | ------------------ |
| 1.      | 22.63 | Natalya Lisovskaya    | Unión Soviética               | 7 de junio de 1987       | Moscú              |
| 2.      | 22.50 | Helena Fibingerová    | Checoslovaquia                | 19 de febrero de 1977    | Jablonec nad Nisou |
| 3.      | 22.45 | Ilona Slupianek       | República Democrática Alemana | 11 de mayo de 1980       | Potsdam            |
| 4.      | 22.19 | Claudia Losch         | Alemania Occidental           | 23 de agosto de 1987     | Hainfeld           |
| 5.      | 21.89 | Ivanka Khristova      | Bulgaria                      | 4 de julio de 1976       | Belmeken           |
| 6.      | 21.86 | Marianne Adam         | República Democrática Alemana | 23 de junio de 1979      | Leipzig            |
| 7.      | 21.76 | Li Meisu              | China                         | 23 de abril de 1988      | Shijiazhuang       |
| 8.      | 21.73 | Natalya Akhrimenko    | Unión Soviética               | 21 de mayo de 1988       | Leselidze          |
| 9.      | 21.70 | Nadzeya Ostapchuk     | Bielorrusia                   | 12 de febrero de 2010    | Maguilov           |
| 10.     | 21.69 | Vita Pavlysh          | Ucrania                       | 15 de agosto de 1998     | Budapest           |
| 11.     | 21.66 | Sui Xinmei            | China                         | 9 de junio de 1990       | Pekín              |
| 12.     | 21.62 | Verzhinia Veselinova  | Bulgaria                      | 21 de agosto de 1982     | Sofía              |
| 13.     | 21.60 | Valentina Fedyushina  | Unión Soviética               | 28 de diciembre de 1991  | Simferópol         |
| 14.     | 21.58 | Margitta Pufe         | República Democrática Alemana | 28 de mayo de 1978       | Erfurt             |
| 15.     | 21.57 | Ines Müller           | República Democrática Alemana | 16 de mayo de 1988       | Atenas             |
| 16.     | 21.53 | Nunu Abashidze        | Unión Soviética               | 20 de junio de 1984      | Kiev               |
| 17.     | 21.52 | Huang Zhihong         | China                         | 27 de junio de 1990      | Pekín              |
| 18.     | 21.46 | Larisa Peleshenko     | Rusia                         | 26 de agosto de 2000     | Budapest           |
| 19.     | 21.45 | Nadezhda Chizhova     | Unión Soviética               | 29 de septiembre de 1973 | Varna              |
| 20.     | 21.43 | Eva Wilms             | Alemania Occidental           | 27 de junio de 1977      | Múnich             |
| 21.     | 21.42 | Svetlana Krachevskaya | Unión Soviética               | 24 de julio de 1980      | Moscú              |
| 22.     | 21.31 | Heike Hartwig         | República Democrática Alemana | 16 de mayo de 1988       | Atenas             |
| 23.     | 21.27 | Liane Schmuhl         | República Democrática Alemana | 26 de junio de 1982      | Cottbus            |
| 24.     | 21.24 | Valerie Adams         | Nueva Zelanda                 | 29 de agosto de 2011     | Daegu              |
| 25.     | 21.22 | Astrid Kumbernuss     | Alemania                      | 5 de agosto de 1995      | Gotemburgo         |

## Campeones olímpicos

### Masculino
Anexo:Medallistas olímpicos en atletismo (Lanzamiento de peso masculino).
| Edición             | Oro                                            | Plata                                   | Bronce                                  |
| ------------------- | ---------------------------------------------- | --------------------------------------- | --------------------------------------- |
| Atenas 1896         | Robert Garrett (11,22 m.) · Estados Unidos     | Miltiades Gouskos · Grecia              | Georgios Papasideris · Grecia           |
| París 1900          | Richard Sheldon (14,10 m.) · Estados Unidos    | Josiah McCracken · Estados Unidos       | Robert Garrett · Estados Unidos         |
| San Luis 1904       | Ralph Rose (14,81 m.) · Estados Unidos         | Wesley Coe · Estados Unidos             | Leon Feuerbach · Estados Unidos         |
| Londres 1908        | Ralph Rose (14,21 m.) · Estados Unidos         | Denis Horgan · Reino Unido              | John Garrels · Estados Unidos           |
| Estocolmo 1912      | Patrick McDonald (15,34 m.) · Estados Unidos   | Ralph Rose · Estados Unidos             | Lawrence Whitney · Estados Unidos       |
| Amberes 1920        | Ville Pörhölä (14,81 m.) · Finlandia           | Elmer Niklander · Finlandia             | Harry Liversedge · Estados Unidos       |
| París 1924          | Clarence Houser (14,995 m.) · Estados Unidos   | Glenn Hartranft · Estados Unidos        | Ralph Hills · Estados Unidos            |
| Ámsterdam 1928      | John Kuck (15,87 m.) · Estados Unidos          | Herman Brix · Estados Unidos            | Emil Hirschfeld · Alemania              |
| Los Ángeles 1932    | Leo Sexton (16,005 m.) · Estados Unidos        | Harlow Rothert · Estados Unidos         | František Douda · Checoslovaquia        |
| Berlín 1936         | Hans Woellke (16,20 m.) · Alemania             | Sulo Bärlund · Finlandia                | Gerhard Stock · Alemania                |
| Londres 1948        | Wilbur Thompson (17,12 m.) · Estados Unidos    | Jim Delaney · Estados Unidos            | Jim Fuchs · Estados Unidos              |
| Helsinki 1952       | Parry O'Brien (17,41 m.) · Estados Unidos      | Darrow Hooper · Estados Unidos          | Jim Fuchs · Estados Unidos              |
| Melbourne 1956      | Parry O'Brien (18,57 m.) · Estados Unidos      | Bill Nieder · Estados Unidos            | Jiří Skobla · Checoslovaquia            |
| Roma 1960           | Bill Nieder (19,68 m.) · Estados Unidos        | Parry O'Brien · Estados Unidos          | Dallas Long · Estados Unidos            |
| Tokio 1964          | Dallas Long (20,33 m.) · Estados Unidos        | Randy Matson · Estados Unidos           | Vilmos Varjú · Hungría                  |
| México 1968         | Randy Matson (20,54 m.) · Estados Unidos       | George Woods · Estados Unidos           | Eduard Gushchin · Unión Soviética       |
| Múnich 1972         | Władysław Komar (21,18 m.) · Polonia           | George Woods · Estados Unidos           | Hartmut Briesenick · Alemania Oriental  |
| Montreal 1976       | Udo Beyer (21,05 m.) · Alemania Oriental       | Yevgeny Mironov · Unión Soviética       | Aleksandr Baryshnikov · Unión Soviética |
| Moscú 1980          | Vladimir Kiselyov (21,35 m.) · Unión Soviética | Aleksandr Baryshnikov · Unión Soviética | Udo Beyer · Alemania Oriental           |
| Los Ángeles 1984    | Alessandro Andrei (21,26 m.) · Italia          | Mike Carter · Estados Unidos            | Dave Laut · Estados Unidos              |
| Seúl 1988           | Ulf Timmermann (22,47 m.) · Alemania Oriental  | Randy Barnes · Estados Unidos           | Werner Günthör · Suiza                  |
| Barcelona 1992      | Mike Stulce (21,70 m.) · Estados Unidos        | Jim Doehring · Estados Unidos           | Vyacheslav Lykho · Equipo Unificado     |
| Atlanta 1996        | Randy Barnes (21,62 m.) · Estados Unidos       | John Godina · Estados Unidos            | Oleksandr Bagach · Ucrania              |
| Sídney 2000         | Arsi Harju (21,29 m.) · Finlandia              | Adam Nelson · Estados Unidos            | John Godina · Estados Unidos            |
| Atenas 2004         | Adam Nelson (21,16 m.) · Estados Unidos        | Joachim Olsen · Dinamarca               | Manuel Martínez · España                |
| Pekín 2008          | Tomasz Majewski (21,51 m.) · Polonia           | Christian Cantwell · Estados Unidos     | Dylan Armstrong · Canadá                |
| Londres 2012        | Tomasz Majewski (21,89 m.) · Polonia           | David Storl · Alemania                  | Reese Hoffa · Estados Unidos            |
| Río de Janeiro 2016 | Ryan Crouser (22,52 m.) · Estados Unidos       | Joe Kovacs · Estados Unidos             | Tomas Walsh · Nueva Zelanda             |
| Tokio 2020          | Ryan Crouser (23,30 m. RO) · Estados Unidos    | Joe Kovacs · Estados Unidos             | Tomas Walsh · Nueva Zelanda             |
| París 2024          | Ryan Crouser (22,90 m.) · Estados Unidos       | Joe Kovacs · Estados Unidos             | Rajindra Campbell · Jamaica             |

- RO: denota récord olímpico.

### Femenino
| Edición             | Oro                                               | Plata                                       | Bronce                                    |
| ------------------- | ------------------------------------------------- | ------------------------------------------- | ----------------------------------------- |
| Londres 1948        | Micheline Ostermeyer (13,75 m.) · Francia         | Amelia Piccinini · Italia                   | Ina Schäffer · Austria                    |
| Helsinki 1952       | Galina Zybina (15,21 m.) · Unión Soviética        | Marianne Werner · Alemania                  | Klavdiya Tochenova · Unión Soviética      |
| Melbourne 1956      | Tamara Tyschkewitsch (16,59 m.) · Unión Soviética | Galina Zybina · Unión Soviética             | Marianne Werner · Equipo Alemán Unificado |
| Roma 1960           | Tamara Press (17,32 m.) · Unión Soviética         | Johanna Lüttge · Equipo Alemán Unificado    | Earlene Brown · Estados Unidos            |
| Tokio 1964          | Tamara Press (18,14 m.) · Unión Soviética         | Renate Culmberger · Equipo Alemán Unificado | Galina Zybina · Unión Soviética           |
| México 1968         | Margitta Gummel (19,61 m.) · Alemania Oriental    | Marita Lange · Alemania Oriental            | Nadezhda Chizhova · Unión Soviética       |
| Múnich 1972         | Nadezhda Chizhova (21,03 m.) · Unión Soviética    | Margitta Gummel · Alemania Oriental         | Ivanka Khristova · Bulgaria               |
| Montreal 1976       | Ivanka Khristova (21,16 m.) · Bulgaria            | Nadezhda Chizhova · Unión Soviética         | Helena Fibingerová · Checoslovaquia       |
| Moscú 1980          | Ilona Slupianek (22,41 m. RO) · Alemania Oriental | Svetlana Krachevskaya · Unión Soviética     | Margitta Pufe · Alemania Oriental         |
| Los Ángeles 1984    | Claudia Losch (20,48 m.) · Alemania Occidental    | Mihaela Loghin · Rumania                    | Gael Martin · Australia                   |
| Seúl 1988           | Natalya Lisovskaya (22,24 m.) · Unión Soviética   | Kathrin Neimke · Alemania Oriental          | Li Meisu · República Popular China        |
| Barcelona 1992      | Svetlana Krivelyova (21,06 m.) · Equipo Unificado | Huang Zhihong · República Popular China     | Kathrin Neimke · Alemania                 |
| Atlanta 1996        | Astrid Kumbernuss (20,56 m.) · Alemania           | Sui Xinmei · República Popular China        | Irina Khudoroshkina · Rusia               |
| Sídney 2000         | Janina Karolchyk (20,56 m.) · Bielorrusia         | Larissa Peleshenko · Rusia                  | Astrid Kumbernuss · Alemania              |
| Atenas 2004         | Yumileidi Cumbá (19,59 m.) · Cuba                 | Nadine Kleinert · Alemania                  | Svetlana Kriveljova · Rusia               |
| Pekín 2008          | Valerie Vili (20,56 m.) · Nueva Zelanda           | Misleydis González · Cuba                   | Gong Lijiao · República Popular China     |
| Londres 2012        | Valerie Vili-Adams (20,70 m.) · Nueva Zelanda     | Gong Lijiao · República Popular China       | Li Ling · República Popular China         |
| Río de Janeiro 2016 | Michelle Carter (20,63 m.) · Estados Unidos       | Valerie Adams · Nueva Zelanda               | Anita Márton · Hungría                    |
| Tokio 2020          | Gong Lijiao (20,58 m.) · República Popular China  | Raven Saunders · Estados Unidos             | Valerie Adams · Nueva Zelanda             |
| París 2024          | Yemisi Ogunleye (20,00 m.) · Alemania             | Maddison-Lee Wesche · Nueva Zelanda         | Song Jiayuan · República Popular China    |

- RO: denota récord olímpico.

## Campeones mundiales
- Ganadores en el Campeonato Mundial de Atletismo.

### Masculino
| Edición         | Oro                | Plata             | Bronce             |
| --------------- | ------------------ | ----------------- | ------------------ |
| Helsinki 1983   | Edward Sarul       | Ulf Timmermann    | Remigius Machura   |
| Roma 1987       | Werner Günthör     | Alessandro Andrei | John Brenner       |
| Tokio 1991      | Werner Günthör     | Lars Arvid Nilsen | Aleksandr Klimenko |
| Stuttgart 1993  | Werner Günthör     | Randy Barnes      | Oleksandr Bahač    |
| Gotemburgo 1995 | John Godina        | Mika Halvari      | Randy Barnes       |
| Atenas 1997     | John Godina        | Oliver-Sven Buder | Cottrell J. Hunter |
| Sevilla 1999    | Cottrell J. Hunter | Oliver-Sven Buder | Oleksandr Bahač    |
| Edmonton 2001   | John Godina        | Adam Nelson       | Arsi Harju         |
| París 2003      | Andrėj Michnevič   | Adam Nelson       | Jurij Bilonoh      |
| Helsinki 2005   | Adam Nelson        | Rutger Smith      | Ralf Bartels       |
| Osaka 2007      | Reese Hoffa        | Adam Nelson       | Rutger Smith       |
| Berlín 2009     | Christian Cantwell | Tomasz Majewski   | Ralf Bartels       |
| Daegu 2011      | David Storl        | Dylan Armstrong   | Christian Cantwell |
| Moscú 2013      | David Storl        | Ryan Whiting      | Dylan Armstrong    |
| Pekín 2015      | Joe Kovacs         | David Storl       | O'Dayne Richards   |
| Londres 2017    | Tomas Walsh        | Joe Kovacs        | Stipe Žunić        |
| Doha 2019       | Joe Kovacs         | Ryan Crouser      | Tomas Walsh        |
| Oregón 2022     | Ryan Crouser       | Joe Kovacs        | Josh Awotunde      |
| Budapest 2023   | Ryan Crouser       | Leonardo Fabbri   | Joe Kovacs         |

### Femenino
| Edición         | Oro                 | Plata                     | Bronce              |
| --------------- | ------------------- | ------------------------- | ------------------- |
| Helsinki 1983   | Helena Fibingerová  | Helma Knorscheidt         | Ilona Slupianek     |
| Roma 1987       | Natalya Lisovskaya  | Kathrin Neimke            | Ines Müller         |
| Tokio 1991      | Huang Zhihong       | Natalya Lisovskaya        | Svetlana Krivelyova |
| Stuttgart 1993  | Huang Zhihong       | Svetlana Krivelyova       | Kathrin Neimke      |
| Gotemburgo 1995 | Astrid Kumbernuss   | Huang Zhihong             | Svetla Mitkova      |
| Atenas 1997     | Astrid Kumbernuss   | Vita Pavlysh              | Stephanie Storp     |
| Sevilla 1999    | Astrid Kumbernuss   | Nadine Kleinert           | Svetlana Krivelyova |
| Edmonton 2001   | Janina Karolchyk    | Nadine Kleinert           | Vita Pavlysh        |
| París 2003      | Svetlana Krivelyova | Nadzeya Astapchuk         | Vita Pavlysh        |
| Helsinki 2005   | Nadzeya Astapchuk   | Olga Ryabinkina           | Valerie Vili        |
| Osaka 2007      | Valerie Vili        | Nadzeya Astapchuk         | Nadine Kleinert     |
| Berlín 2009     | Valerie Vili        | Nadine Kleinert           | Gong Lijiao         |
| Daegu 2011      | Valerie Adams       | Jillian Camarena-Williams | Gong Lijiao         |
| Moscú 2013      | Valerie Adams       | Christina Schwanitz       | Gong Lijiao         |
| Pekín 2015      | Christina Schwanitz | Gong Lijiao               | Michelle Carter     |
| Londres 2017    | Gong Lijiao         | Anita Márton              | Michelle Carter     |
| Doha 2019       | Gong Lijiao         | Danniel Thomas-Dodd       | Christina Schwanitz |
| Oregón 2022     | Chase Ealey         | Gong Lijiao               | Jessica Schilder    |
| Budapest 2023   | Chase Ealey         | Sarah Mitton              | Gong Lijiao         |

## Mejores marcas por temporada
| Año  | Distancia | Atleta                          | Lugar                    |
| ---- | --------- | ------------------------------- | ------------------------ |
| 1964 | 20.68     | Dallas Long                     | Los Ángeles              |
| 1965 | 21.52     | Randy Matson                    | College Station, Texas   |
| 1966 | 21.09     | Randy Matson                    | Los Ángeles              |
| 1967 | 21.78     | Randy Matson                    | College Station, Texas   |
| 1968 | 21.30     | Randy Matson                    | Walnut, California       |
| 1969 | 20.64     | Neal Steinhauer Hans-Peter Gies | Eugene (Oregón) Budapest |
| 1970 | 21.75     | Randy Matson                    | Berkeley, California     |
| 1971 | 21.12     | Heinz-Joachim Rothenburg        | Moscú                    |
| 1972 | 21.54     | Hartmut Briesenick              | Potsdam                  |
| 1973 | 21.82     | Al Feuerbach                    | San José (California)    |
| 1974 | 22.02     | George Woods                    | Moscú                    |
| 1975 | 22.86     | Brian Oldfield                  | El Paso, Texas           |
| 1976 | 22.45     | Brian Oldfield                  | El Paso, Texas           |
| 1977 | 21.74     | Udo Beyer                       | Düsseldorf               |
| 1978 | 22.15     | Udo Beyer                       | Gothenburg               |
| 1979 | 21.74     | Udo Beyer                       | Linz                     |
| 1980 | 21.98     | Udo Beyer                       | Erfurt                   |
| 1981 | 22.02     | Brian Oldfield                  | Modesto, California      |
| 1982 | 22.02     | Dave Laut                       | Coblenza                 |
| 1983 | 22.22     | Udo Beyer                       | Los Ángeles              |
| 1984 | 22.19     | Brian Oldfield                  | San José (California)    |
| 1985 | 22.62     | Ulf Timmermann                  | Berlín                   |
| 1986 | 22.64     | Udo Beyer                       | Berlín                   |
| 1987 | 22.91     | Alessandro Andrei               | Viareggio                |
| 1988 | 23.06     | Ulf Timmermann                  | Hania                    |
| 1989 | 22.66     | Randy Barnes                    | Los Ángeles              |
| 1990 | 23.12     | Randy Barnes                    | Westwood (Los Ángeles)   |
| 1991 | 22.03     | Werner Günthör                  | Oslo                     |
| 1992 | 21.98     | Gregg Tafralis                  | Los Gatos (California)   |
| 1993 | 21.98     | Werner Günthör                  | Linz                     |
| 1994 | 21.09     | Jim Doehring                    | Nueva York               |
| 1995 | 22.00     | John Godina                     | Knoxville                |
| 1996 | 22.40     | Randy Barnes                    | Rüdlingen                |
| 1997 | 22.03     | Randy Barnes                    | Indianápolis             |
| 1998 | 21.78     | John Godina                     | Walnut, California       |
| 1999 | 22.02     | John Godina                     | Eugene (Oregón)          |
| 2000 | 22.12     | Adam Nelson                     | Sacramento               |
| 2001 | 21.97     | Janus Robberts                  | Eugene (Oregón)          |
| 2002 | 22.51     | Adam Nelson                     | Gresham, Oregón          |
| 2003 | 22.67     | Kevin Toth                      | Lawrence (Kansas)        |
| 2004 | 22.54     | Christian Cantwell              | Gresham, Oregón          |
| 2005 | 22.20     | John Godina                     | Carson                   |
| 2006 | 22.45     | Christian Cantwell              | Gateshead                |
| 2007 | 22.43     | Reese Hoffa                     | Londres                  |
| 2008 | 22.40     | Adam Nelson                     | Fayetteville, Arkansas   |
| 2009 | 22.16     | Christian Cantwell              | Zagreb, Croacia          |
| 2010 | 22.41     | Christian Cantwell              | Eugene (Oregón)          |
| 2011 | 22.21     | Dylan Armstrong                 | Calgary, Canadá          |
| 2012 | 22.31     | Christian Cantwell              | Champaign, Illinois      |
| 2013 | 22.28     | Ryan Whiting                    | Doha, Catar              |
| 2014 | 22.23     | Ryan Whiting                    | Albuquerque, EUA         |
| 2015 | 22.56     | Joe Kovacs                      | Mónaco                   |
| 2016 | 22.52     | Ryan Crouser                    | Río de Janeiro, Brasil   |
| 2017 | 22.65     | Ryan Crouser                    | Sacramento, EUA          |
| 2018 | 22.67     | Tomas Walsh                     | Auckland, NZ             |
| 2019 | 22.91     | Joe Kovacs                      | Doha, Catar              |
| 2020 | 22.91     | Ryan Crouser                    | Marietta, EUA            |
| 2021 | 23.37     | Ryan Crouser                    | Eugene, EUA              |
| 2023 | 23.56     | Ryan Crouser                    | Los Ángeles, EUA         |

| Año  | Distancia | Atleta               | Lugar                      |
| ---- | --------- | -------------------- | -------------------------- |
| 1964 | 18.40     | Tamara Press         | Minsk, URSS                |
| 1965 | 18.59     | Tamara Press         | Kassel, RFA                |
| 1966 | 18.01     | Tamara Press         | Auckland, Nueva Zelandia   |
| 1967 | 18.34     | Nadezhda Chizhova    | Karl-Marx-Stadt, RDA       |
| 1968 | 19.61     | Margitta Gummel      | Ciudad de México           |
| 1969 | 20.43     | Nadezhda Chizhova    | Atenas, Grecia             |
| 1970 | 19.69     | Nadezhda Chizhova    | Erfurt, RDA                |
| 1971 | 20.43     | Nadezhda Chizhova    | Moscú, URSS                |
| 1972 | 21.03     | Nadezhda Chizhova    | Múnich, RFA                |
| 1973 | 21.45     | Nadezhda Chizhova    | Varna, Bulgaria            |
| 1974 | 21.57     | Helena Fibingerová   | Gottwaldov, Checoslovaquia |
| 1975 | 21.60     | Marianne Adam        | Berlín, RDA                |
| 1976 | 21.99     | Helena Fibingerová   | Opava, Checoslovaquia      |
| 1977 | 22.50     | Helena Fibingerová   | Jablonec, Checoslovaquia   |
| 1978 | 22.06     | Ilona Slupianek      | Berlín, RDA                |
| 1979 | 22.04     | Ilona Slupianek      | Potsdam, RDA               |
| 1980 | 22.45     | Ilona Slupianek      | Potsdam, RDA               |
| 1981 | 21.61     | Ilona Slupianek      | Potsdam, RDA               |
| 1982 | 21.80     | Ilona Slupianek      | Potsdam, RDA               |
| 1983 | 22.40     | Ilona Slupianek      | Berlín, RDA                |
| 1984 | 22.53     | Natalya Lisovskaya   | Sochi, URSS                |
| 1985 | 21.73     | Natalya Lisovskaya   | Erfurt, RDA                |
| 1986 | 21.70     | Natalya Lisovskaya   | Tallin, URSS               |
| 1987 | 22.63     | Natalya Lisovskaya   | Moscú, URSS                |
| 1988 | 22.55     | Natalya Lisovskaya   | Tallin, URSS               |
| 1989 | 20.82     | Li Meisu             | Praga, Checoslovaquia      |
| 1990 | 21.66     | Sui Xinmei           | Beijing, China             |
| 1991 | 21.60     | Valentina Fedyushina | Simferopol, Ucrania        |
| 1992 | 21.06     | Svetlana Krivelyova  | Barcelona, España          |
| 1993 | 20.84     | Svetlana Krivelyova  | Moscú, Rusia               |
| 1994 | 20.54     | Sui Xinmei           | Beijing, China             |
| 1995 | 21.22     | Astrid Kumbernuss    | Gothenburg, Suecia         |
| 1996 | 20.97     | Astrid Kumbernuss    | Duisburgo, Alemania        |
| 1997 | 21.22     | Astrid Kumbernuss    | Hamburgo, Alemania         |
| 1998 | 21.69     | Vita Pavlysh         | Budapest, Hungría          |
| 1999 | 21.15     | Irina Korzhanenko    | Moscú, Rusia               |
| 2000 | 21.46     | Larisa Peleshenko    | Moscú, Rusia               |
| 2001 | 20.79     | Larisa Peleshenko    | Tula, Rusia                |
| 2002 | 20.64     | Irina Korzhanenko    | Múnich, Alemania           |
| 2003 | 20.77     | Svetlana Krivelyova  | Tula, Rusia                |
| 2004 | 20.79     | Irina Korzhanenko    | Tula, Rusia                |
| 2005 | 21.09     | Nadzeya Ostapchuk    | Minsk, Bielorrusia         |
| 2006 | 20.86     | Nadzeya Ostapchuk    | Minsk, Bielorrusia         |
| 2007 | 20.54     | Valerie Vili         | Osaka, Japón               |
| 2008 | 20.98     | Nadzeya Ostapchuk    | Minsk, Bielorrusia         |
| 2009 | 21.07     | Valerie Vili         | Salónica, Grecia           |
| 2010 | 21.70     | Nadzeya Ostapchuk    | Mogilev, Bielorrusia       |
| 2011 | 21.24     | Valerie Adams        | Daegu, Corea del Sur       |
| 2012 | 21.58     | Nadzeya Ostapchuk    | Minsk, Bielorrusia         |
| 2013 | 20.98     | Valerie Adams        | Zúrich, Suiza              |
| 2014 | 20.67     | Valerie Adams        | Sopot, Polonia             |
| 2015 | 20.77     | Christina Schwanitz  | Beijing, China             |
| 2016 | 20.63     | Michelle Carter      | Río de Janeiro, Brasil     |
| 2017 | 20.11     | Gong Lijiao          | Böhmenkirch, Alemania      |
| 2018 | 20.38     | Gong Lijiao          | Guiyang, China             |
| 2019 | 20.31     | Gong Lijiao          | Zúrich, Suiza              |
| 2020 | 19.70     | Gong Lijiao          | Beijing, China             |
| 2021 | 20.31     | Gong Lijiao          | Shaoxing, China            |
| 2022 | 20.51     | Chase Ealey          | Eugene                     |
| 2023 | 20.76     | Chase Ealey          | Eugene                     |